# Saint-Martin-la-Campagne
Saint-Martin-la-Campagne település Franciaországban, Eure megyében. Lakosainak száma 101 fő (2022. január 1.).

## Népesség
A település népessége az elmúlt években az alábbi módon változott:
| Lakosok száma | 52   | 75   | 89   | 94   | 100  | 99   | 99   | 100  | 102  | 101  |
|               | 1968 | 1982 | 1990 | 2006 | 2013 | 2015 | 2017 | 2019 | 2020 | 2022 |